# Coleophora alticolella
Coleophora alticolella — вид лускокрилих комах родини чохликових молей (Coleophoridae).

## Поширення
Вид поширений в Європі та Північній Америці. Присутній у фауні України.

## Опис
Розмах крил 10-12 мм. Голова блідо-жовта. Вусики білі. Крила сіро-жовтуватого забарвлення з білуватими дрібними лініями. Задні крила мають бахрому вохристого кольору.

## Спосіб життя
Метелики літають у червні-липні. Активні вночі. Існує два покоління у рік. Личинки першого покоління живляться насінням ситника, ожики та комиша, а друге покоління живиться насінням солонця. Гусениці живуть у білому чохлику з жовтувато-коричневими гранулами, завдовжки близько 6 мм.

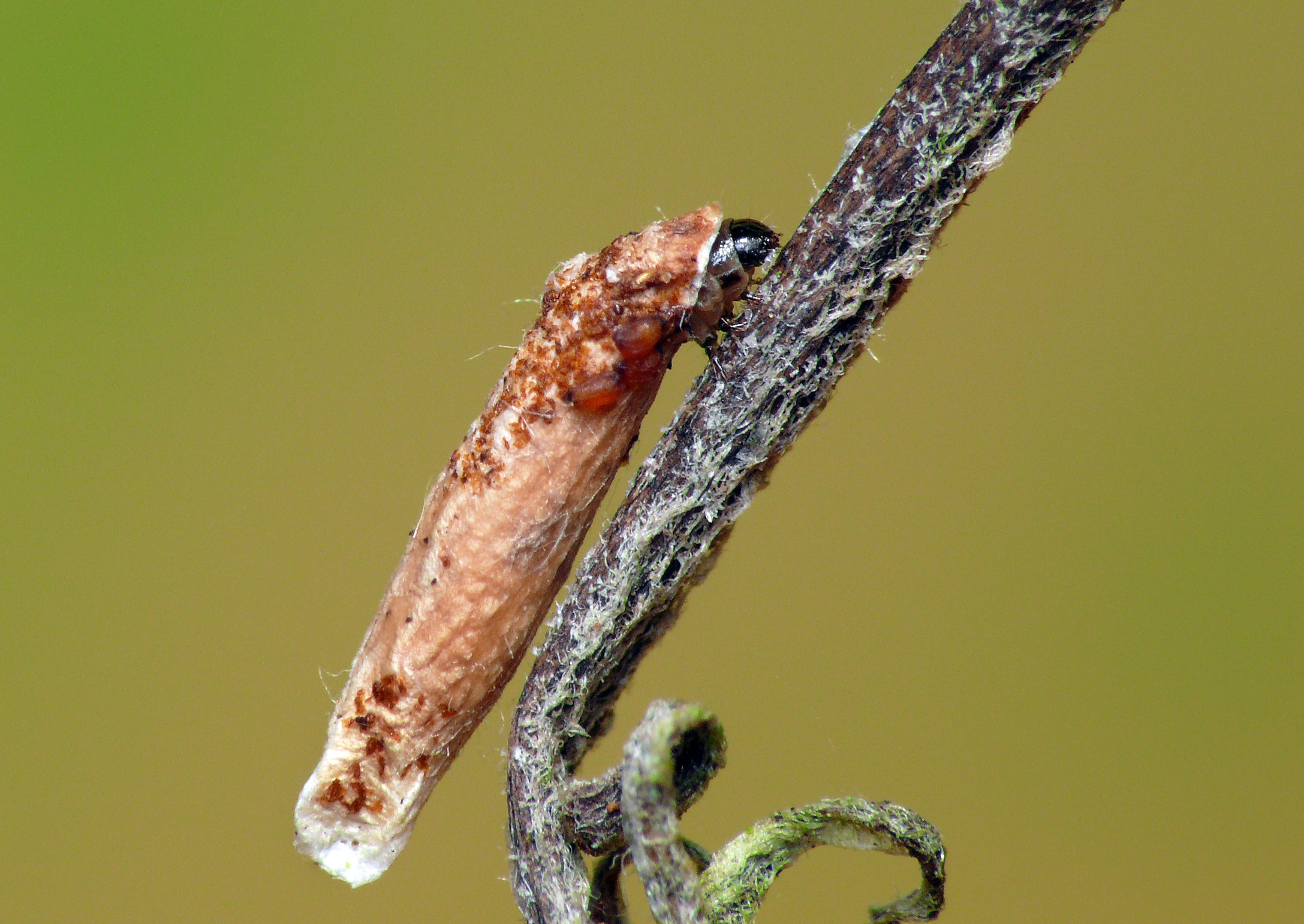
Гусениця С. alticolella у чохлику
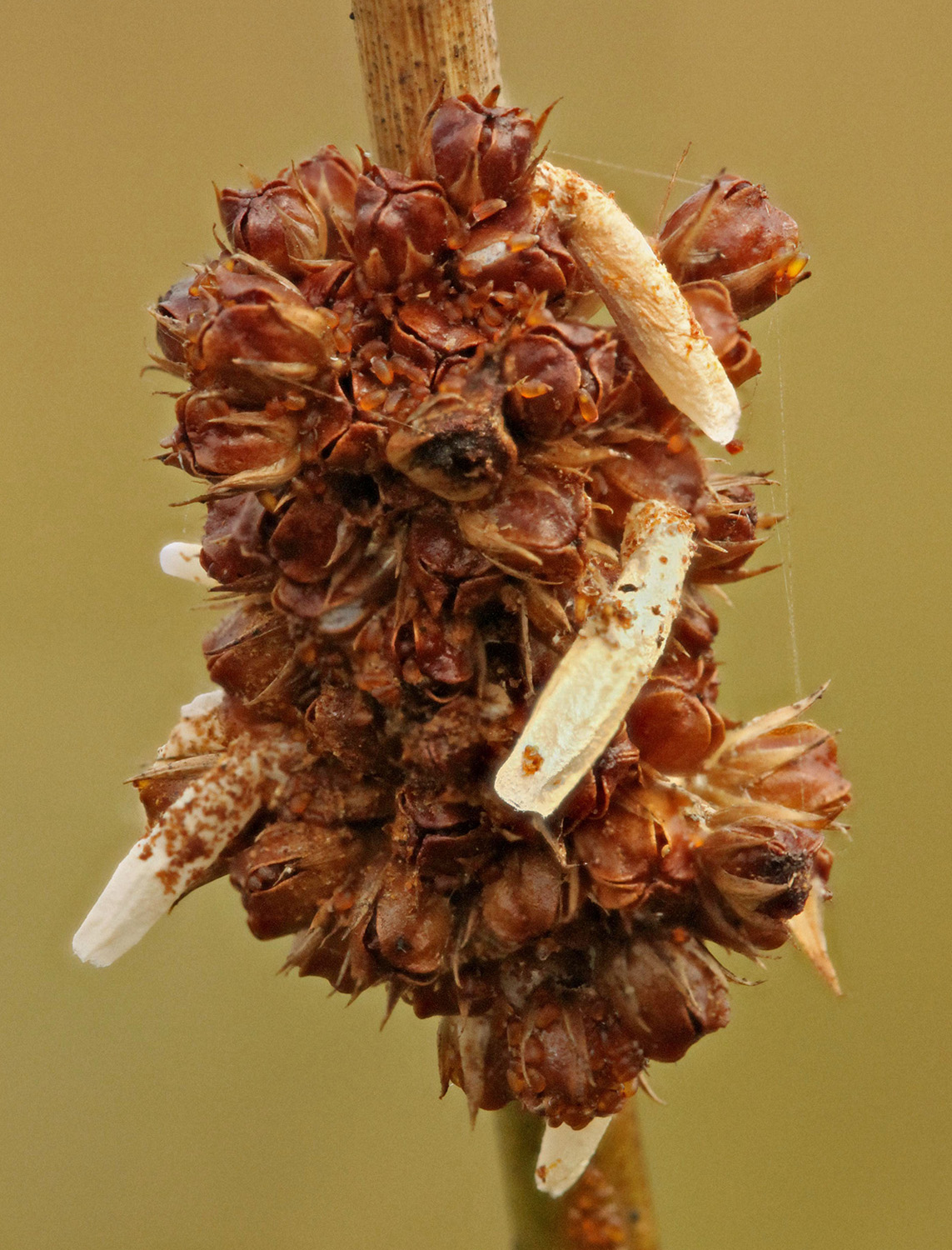
Чохлики гусениць  С. alticolella
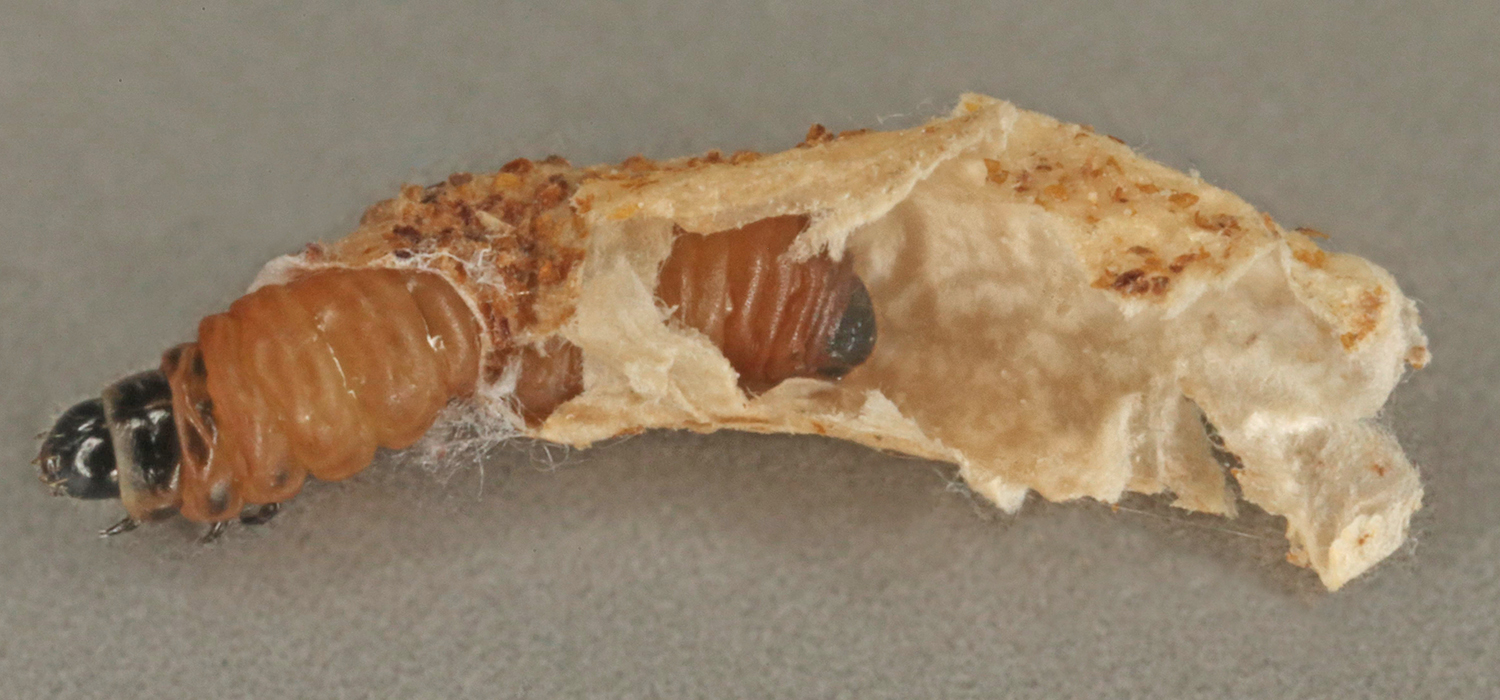
Гусінь